# Mataco
Mataco (Matako, Wichí; Često nazivani imenom srodne grupe Mataguayo koja danas obuhvaća Vejoz Indijance).- Grupa plemena američkih Indijanaca porodice Mataco-Macan, skupine Mataco-Mataguayo, iz područja Chaca u Argentini, u koje se ubrajaju plemena Noctén i Guisnay.  -Mataco Indijance ne bi trebalo poistovjećivati s Mataguayo plemenima u koje se ubrajaju Abucheta, Hueshuo, Pesatupe, i Vejoz. 

## Povijest
–Izvorno je u misijska vremena bilo oko 60,000 pripadnika Mataco-Mataguayo Indijanaca, no broj im kasnije opada. Godine 1690, otac Arcé s jezuitskog koledža u Tariji, počinje utemeljivati misije za Mataguayo i Chiriguano (strano pleme), no rezultati su slabi. Indijanci ostadoše vjerniji selilačkom životu. Na kraju su umorni od stalnih prigovora misionara zapalili misiju i ubili nekoliko svećenika, otjeravši ostale iz svoje zemlje. U kasnijem periodu (1756.), jezuitska misija San Ignacio de Ledesma, na rijeci Rio Grande, pritoci Bermeja, utemeljena je za Toba i Mataguayo Indijance, održala se do 1767. –Misionari su uporni i ponovno počinju s radom u području Chaca. U Selenasu se nastaniše plemena Mataguayo i Chiriguano, a u Centa-i (danas Oran u Salti) Mataguayo i Véjoz. Ove dvije misije 1799. nastanjivalo je blizu 900 Indijanaca i 7,300 grla stoke. Za neko vrijeme i one će biti raseljene, a Indijanci će se vratiti svom uobičajenom životu.

## Etnografija
Prema opisima oca Alejandro Corrado-a, iz Tarije, njihove kuće su štitnici od grmlja, rasipane po šumi, visoke jedva toliko da se može uspraviti u njima. I muškarci i žene glave su brijali, a jedina nošnja bijahu pregače. Muškarci su čupali dlake s brade a lica i tijelo bojali. Življaše uglavnom od ribe i divljeg voća algarrobe, a po istom izvoru, jeli su sve što nije bilo otrovno. Od Algarrobe su pripremali i opojni liker kojega bi uzimali u velikim količinama (vjerojatno misli na svečanosti) i njime se opijali do besvjesti. Ove svečanosti pripremane su u čast dozrijevanja plodova algarrobe, i bijahu za njih najvažnija stvar. Druga važna svečanost bila je ulazak djevojaka u pubertet. Muškarac se bavio jedino lovom i ribolovom, sav ostali posao obavljala je žena. Ženidba je bila slobodna po izboru mladih, a stanište patrilokalno, što bi rekli, žena je odlazila muževim srodnicima. Poligamija i preljub bili su učestali, ali rastava ipak rijetka. Žene nisu pridavale mnogo pažnje svojoj trudnoći, no otac se morao pokoravati običajima kuvade. Imena su djeca dobivala tek u drugoj ili trećoj godini starosti. Abortusi su također bili česti, ali bi do infanticida bi rijetko dolazilo, zakapali bi ga živog na majčinim prsima ako bi umrla na porodu.

## Vanjske poveznice
- Mataco Indians
- Aborígenes Matacos  Arhivirana inačica izvorne stranice od 27. travnja 2006. (Wayback Machine)